# Politikåret 1918

## Händelser

### Januari
- 4 januari - Ryssland erkänner Finland.[1]

### Februari
- 24 februari - Estland utropar sig självständigt från Ryssland.[2]

### Mars
- 8 mars - Daniel Persson i Tällberg avgår på grund av hälsoskäl från talmansposten i andra kammaren i Sveriges riksdag.
- 23 mars - Tyskland erkänner Litauen.[3]
- 26 maj - Demokratiska republiken Georgien utropas.[4]

### Oktober
- 5 oktober - Max av Baden efterträder Georg von Hertling som Tysklands rikskansler.[5]

### November
- 9 november - Friedrich Ebert efterträder Max av Baden som Tysklands rikskansler.[5]
- 12 november - Republiken Tysk-Österrike utropas.[6]
- 18 november - Lettland förklarar sig självständigt från Ryssland.[7]

### Okänt datum
- I Storbritannien genomförs en rösträttsreform, som utvidgar rösträtten i parlamentsval till nästan alla män över 21 år och de flesta kvinnor över 30 år.

## Val och folkomröstningar
- 22 april - Danmark. Folketingsval där Radikale Venstre behåller regeringsmakten med stöd av Socialdemokraterne, med det Konservative Folkeparti går framt. Antalet platser i folketinget ökar från 113 till 139.
- 14 december - Storbritannien går till Parlamentsval, det första där kvinnor får rösta. Valet vinns av David Lloyd Georges koalition av Conservative Party, större delen av Liberal Party och delar av andra partier. Labour blir största oppositionsparti.

## Organisationshändelser
- Okänt datum - Erhvervspartiet i Danmark bildas.

## Födda
- 10 januari – Arthur Chung, Guyanas president 1970–1980.
- 15 januari – Gamal Abdel Nasser, Egyptens president 1956–1970.
- 15 januari – João Baptista de Oliveira Figueiredo, Brasiliens president 1979–1985.
- 26 januari – Nicolae Ceaușescu, Rumäniens president 1965–1989.
- 22 mars – Cheddi Jagan, Guyanas president 1992–1997.
- 6 april – Alfredo Ovando Candía, Bolivias president 1964–1966 och 1969–1970.
- 15 juni – François Tombalbaye, Tchads president 1960–1975.
- 18 juli – Nelson Mandela, Sydafrikas president 1994–1999.
- 13 augusti – Noor Hassanali, Trinidad och Tobagos president 1987–1997.
- 19 augusti – S.D. Sharma, Indiens president 1992–1997.
- 22 augusti – Said Mohamed Djohar, Komorernas president 1989–1995.
- 9 september – Oscar Luigi Scalfaro, Italiens president 1992–1999.
- 17 september – Chaim Herzog, Israels president 1983–1993.
- 26 november – Patricio Aylwin, Chiles president 1990–1994.
- 21 december – Kurt Waldheim, Österrikes förbundspresident 1986–1992.
- 25 december – Ahmed Ben Bella, Algeriets förste president 1963–1965.
- 25 december – Anwar Sadat, Egyptens president 1970–1981.

## Avlidna
- 28 oktober – Michel Oreste, Haitis president 1913–1914.
- 16 november – Johan Henrik Deuntzer, Danmarks konseljpresident 1901–1905.

### Fotnoter
1. ↑  ”Finland” (på engelska). World Statesmen. http://www.worldstatesmen.org/Finland.html. Läst 22 september 2012.
2. ↑  ”Estonia” (på engelska). World Statesmen. http://www.worldstatesmen.org/Estonia.html. Läst 23 november 2012.
3. ↑  ”Lithuania” (på engelska). World Statesmen. http://www.worldstatesmen.org/Lithuania.htm. Läst 22 september 2012.
4. ↑  ”Georgia” (på engelska). World Statesmen. http://www.worldstatesmen.org/Georgia.html. Läst 23 november 2012.
5. 1 2  ”Germany” (på engelska). World Statesmen. http://www.worldstatesmen.org/Germany.html. Läst 31 juli 2015.
6. ↑  ”Austria” (på engelska). World Statesmen. http://www.worldstatesmen.org/Austria.html. Läst 22 november 2012.
7. ↑  ”Latvia” (på engelska). World Statesmen. http://www.worldstatesmen.org/Latvia.htm. Läst 22 november 2012.